# Katarzyna z Pallanzy
Bł. Katarzyna z Pallanzy, właściwie Caterina Morigi (ur. 1427 r. w Pallanzy we Włoszech – zm. 6 kwietnia 1478 r.) – błogosławiona Kościoła katolickiego, zakonnica. 

## Życiorys
W 1452 r. udała się do eremu na górę Varese pod Mediolanem, gdzie prowadziła życie pustelnicze. Po pewnym czasie stała się sławna, a wokół niej zgromadziła się grupa kobiet. Dała ona początek zakonowi, który przyjął regułę św. Augustyna.

## Dzień obchodów
6 kwietnia